# 埃诺·莱伊诺
埃诺·莱伊诺（芬蘭語：Eino Leino，1891年4月7日—1986年11月30日），芬兰男子摔跤运动员。他曾代表芬兰参加1920年、1924年、1928年和1932年夏季奥林匹克运动会摔跤比赛，共获得一枚金牌、一枚银牌和二枚铜牌。